# 直升镇
直升镇，是中华人民共和国重庆市荣昌区下辖的一个乡镇级行政单位。

## 行政区划
直升镇下辖以下地区：
荣升社区、燕儿村、道观村、黄坭村和万宝村。